# Vekoslav Kolb
Vekoslav Kolb, slovenski general, * 1. junij 1901, † 1980.

## Življenjepis
V času službovanja v VKJ je konča Nižjo in Višjo šolo Vojaške akademije in Generalštabno pripravo v isti akademijo. Med aprilsko vojno je bil ujet in do konca druge svetovne vojne je bil v nemškem vojnem ujetništvu. 
Po končani vojni je nadaljeval služenje v JA in sicer na več položaj v Generalštabu JLA.